# José Lustosa da Cunha
José Lustosa da Cunha, primeiro e único Barão de Santa Filomena, (Nossa Senhora do Livramento de Paranaguá, 2 de julho de 1827 — Santa Filomena, 12 de abril de 1901) foi um proprietário rural e político brasileiro.
Nascido na Fazenda Brejo do Mocambo, na antiga vila de Paranaguá, no Piauí. Em 1855 mudou-se para a recém-criada povoação de Santa Filomena, também no estado do Piauí. Era o filho mais moço do coronel José da Cunha Lustosa e Inácia Antônia dos Reis Lustosa, e neto do capitão-mor José da Cunha Lustosa, natural da freguesia de Lustosa, e da paulista Helena Camargo de Sousa.
Como tenente-coronel da Guarda Nacional, participou ativamente da Guerra do Paraguai, à frente do 2° corpo de voluntários da pátria, composto por 234 homens, estando entre eles: 2 filhos, 4 sobrinhos, um neto, outros parentes, amigos e escravos.
Com o término da guerra, em 1870, foram recebidos com honras no Rio de Janeiro pelo Imperador Dom Pedro II do Brasil.
Em 1866, durante a campanha (operações militares) da Guerra do Paraguai, José Lustosa da Cunha elegeu-se Deputado geral para a 13ª legislatura (1867-1869), comandou o 26º batalhão da Guarda Nacional sediado em Santa Filomena, tornado-se, em 1883, comandante superior da Guarda Nacional das comarcas de Paranaguá, Bom Jesus e Santa Filomena, em substituição ao irmão, o Barão de Paraim.
Foi cavaleiro da Imperial Ordem do Cruzeiro, intendente municipal de Santa Filomena e suplente de Juiz de Direito.
José Lustosa da Cunha era irmão de João Lustosa da Cunha Paranaguá, segundo Marquês de Paranaguá, e de José da Cunha Lustosa, Barão de Paraim.